# Повіт Ісікава (Фукусіма)
Пові́т Ісіка́ва (яп. 石川郡, いしかわぐん, МФА: [iɕi̥kawa guɴ]) — повіт в префектурі Фукусіма, Японія. 